# Aloe pentagona
Aloe pentagona é uma espécie de liliopsida do gênero Aloe, pertencente à família Asphodelaceae.